# Левченко, Фёдор Васильевич
Фёдор Васильевич Левченко (1915 год, село Михайловка — 1987 год, там же) — бригадир тракторной бригады Красноармейской МТС Кустанайской области, Казахская ССР. Герой Социалистического Труда (1957).

## Биография
Родился в 1915 году в крестьянской семье в селе Михайловка (сегодня — Запорожская область). С 15-летнего возраста трудился в местном колхозе разнорабочим. После окончания школы сельской механизации работал механизатором. Участвовал в Великой Отечественной войне. После демобилизации возвратился на родину и трудился механизатором, директором Пришибской МТС.
В 1954 году по партийной путёвке прибыл в Казахстан на освоение целинных земель. Трудился механизатором в Красноармейской МТС Кустанайской области. Позднее возглавлял тракторную бригаду.
В 1956 году бригада Фёдора Левченко собрала и обмолотила в среднем по 22 центнера зерновых с каждого гектара на площади в 3100 гектаров. Указом Президиума Верховного Совета СССР от 11 января 1957 года за особо выдающиеся успехи, достигнутые в работе по освоению целинных и залежных земель, и получение высокого урожая удостоен звания Героя Социалистического Труда с вручением ордена Ленина и золотой медали «Серп и Молот».
В 1964 году возвратился на Украину в родную Михайловку, где работал трактористом в колхозе имени Мичурина и разнорабочим в межколхозной дорожно-строительной организации.
Скончался в 1987 году в Михайловке.